# 植田睦
植田 睦（うえだ むつみ、1972年1月25日 - ）は、大阪府東大阪市出身の日本の柔道家。現役時代は52kg級及び56kg級の選手。身長163cm。得意技は大外刈。3人姉妹の次女。長女の早苗は実業個人選手権52kg級で2位、3女の庸子は体重別や全国女子体重別の57kg級で3位になるなど、それぞれ活躍していた。

## 人物
小阪中学1年の時にニュージャパン柔道協会で柔道を始めた。高校は道場の先輩である深川照子が通っていた大阪市立桜宮高等学校へ進んだ。1学年上には後のバルセロナオリンピック56kg級で銅メダルを獲得することになる立野千代里がいた。2年の時には高校選手権52kg級で決勝まで進むが、浜松西高校2年の溝口紀子に横四方固で敗れた。3年の時には体重別準決勝で溝口に送襟絞で敗れて3位だった。強化選手選考会では決勝で日大藤沢高校2年の菅原教子を破って優勝を飾った。1990年には筑波大学に進学すると、1年の時には体重別でそれまで勝てなかった同じ年のライバルである埼玉大学の溝口を技ありで破って優勝した。アジア大会でも優勝を飾った。2年の時には体重別決勝で溝口を判定で破って2連覇を果たした。世界選手権では3位に入った。正力杯でも決勝で溝口を破って優勝した。しかしながら、3年の時には体重別決勝で溝口に判定で敗れてバルセロナオリンピック代表の座を逃した。正力杯では56kg級に出場して2階級制覇を達成した。強化選手選考会では3年ぶり2度目の優勝を飾った。その後はケガなどもあって第一線から暫く離れていた。1994年にはミキハウスに入社すると、階級も56kg級に上げた。その後、強化選手選考会では2位、福岡国際では3位に入った。引退後の2004年には第1回日本マスターズ柔道大会の団体戦で3位となった。

## 主な戦績
52kg級での戦績
- 1989年 - 高校選手権　2位
- 1989年 - 体重別　3位
- 1989年 - 強化選手選考会　優勝
- 1990年 - 体重別　優勝
- 1990年 - アジア大会　優勝
- 1990年 - 福岡国際　3位
- 1991年 - 　体重別　優勝
- 1991年 - 世界選手権　3位
- 1991年 -　正力杯　優勝
- 1991年 - アジア柔道選手権大会　2位
- 1991年 - 福岡国際　3位
- 1992年 - フランス国際　2位
- 1992年 - 　体重別　2位
- 1992年 -　正力杯　優勝(56kg級)
- 1992年 -　強化選手選考会　優勝
- 1994年 - 強化選手選考会　2位(56kg級)
- 1994年 - 福岡国際　3位(56kg級)

(出典、JudoInside.com)